# Maybelline Classic
Il Maybelline Classic è stato un torneo femminile di tennis che si è disputato a Deerfield Beach e Fort Lauderdale negli USA su campi in cemento.

## Albo d'oro

### Singolare
| Anno | Campionessa         | Finalista       | Punteggio     |
| ---- | ------------------- | --------------- | ------------- |
| 1980 | Chris Evert         | Andrea Jaeger   | 6–4, 6–1      |
| 1981 | Chris Evert         | Andrea Jaeger   | 4–6, 6–3, 6–0 |
| 1982 | Chris Evert         | Andrea Jaeger   | 6–1, 6–1      |
| 1983 | Chris Evert         | Bonnie Gadusek  | 6–0, 6–4      |
| 1984 | Martina Navrátilová | Michelle Casati | 6–1, 6–0      |
| 1985 | Martina Navrátilová | Steffi Graf     | 6–3, 6–1      |

### Doppio
| Anno | Campionesse                            | Finalista                            | Punteggio     |
| ---- | -------------------------------------- | ------------------------------------ | ------------- |
| 1980 | Andrea Jaeger / Regina Maršíková       | Martina Navrátilová / Candy Reynolds | 1–6, 6–1, 6–2 |
| 1981 | Mary Lou Daniels / Wendy White         | Pam Shriver / Paula Smith            | 6–1, 3–6, 7–5 |
| 1982 | Barbara Potter / Sharon Walsh          | Rosie Casals / Wendy Turnbull        | 7–6, 7–6      |
| 1983 | Bonnie Gadusek / Wendy White           | Pam Casale / Mary Lou Daniels        | 6–1, 3–6, 6–3 |
| 1984 | Martina Navrátilová / Elizabeth Smylie | Barbara Potter / Sharon Walsh        | 2–6 6–2, 6–3  |
| 1985 | Gigi Fernández / Robin White           | Rosalyn Fairbank / Beverly Mould     | 6–2, 7–5      |